# Torneo de Dubái 2012
El Torneo de Dubái es un evento profesional de tenis perteneciente al ATP World Tour en la categoría ATP World Tour 500 y en la WTA a los WTA Premier. Se disputó del 20 al 25 de febrero para las mujeres y del 27 de febrero al 3 de marzo para los hombres, en Dubái, Emiratos Árabes Unidos.

## Campeones

### Individuales Masculino
Roger Federer venció a  Andy Murray por 7-5, 6-4.

### Individuales Femenino
Agnieszka Radwańska venció a  Julia Görges por 7-5, 6-4.

### Dobles Masculino
Mahesh Bhupathi /  Rohan Bopanna vencieron a  Mariusz Fyrstenberg /  Marcin Matkowski por 6-4, 3-6, 10-5.

### Dobles Femenino
Liezel Huber /  Lisa Raymond vencieron a  Sania Mirza /  Yelena Vesnina por 6-2, 6-1.